# Klaus Maria Brandauer
Klaus Maria Brandauer (n. 22 iunie 1943, Bad Aussee, Stiria, Austria) este un actor, regizor și profesor austriac la Seminarul Max Reinhardt din Viena. În cinematografie este cunoscut mai ales pentru rolurile jucate în ''Mephisto (1981), Niciodată să nu spui niciodată (1983), Departe de Africa (1985) și Colonelul Redl (1985).

## Viața personală
Brandauer s-a născut ca Klaus Georg Steng în Bad Aussee, Austria. Este fiul lui Maria Brandauer și Georg Steng (sau Stenj), funcționar public. Ulterior, el a luat numele de fată al mamei sale, ca parte a numelui său profesional, Klaus Maria Brandauer.

## Cariera
Brandauer a început să joace pe scenă în 1962. După ce a lucrat în teatru și televiziunea națională, a debutat în engleza în 1972, în Ingo Preminger Saltzburg Conexion. În 1975 a jucat în Derrick - în Sezonul 2, Episodul 8 numit "Pfandhaus". Rolul său principal, și premiat, a fost Mephisto (1981) în regia lui István Szabó,  jucând un actor auto-absorbit, astfel lansându-și cariera internațională.
După rolul său în Mephisto, Brandauer a apărut ca Maximillian Largo în Never Say Never Again (1983), un remake al filmului James Bond din 1965 Thunderball. Roger Ebert a spus despre performanța sa: "Într-adevăr, în film există mai degrabă un element uman și vine de la Klaus Maria Brandauer, ca Largo. Brandauer este un actor minunat și el alege să nu joace personajele negative ca pe un clișeu. În schimb, el aduce un oarecare farmec și prin Largo, și din moment ce Connery a fost întotdeauna un om deosebit de ca James Bond, mizele emoționale sunt mai convingătoare de data aceasta". A jucat în filmul Out of Africa (1985), alături de Meryl Streep și Robert Redford, pentru care a fost nominalizat la Oscar și a câștigat Globul de Aur. Pentru rolul lui Alfred Redl din filmul Colonelul Redl (1985), în regia lui István Szabó a obținut Deutscher Filmpreis (premiul german de film).
În 1987 a fost președintele juriului la cel de-al 37-lea Festival Internațional de Film de la Berlin.
În 1988 a apărut în Hanussen, alături de Erland Josephson și Ildikó Bánsági. Brandauer a fost inițial distribuit ca Marko Ramius în The Hunt for Red October. Acest rol a ajuns în cele din urmă nominalizat la Oscar. A jucat împreună cu Connery în The Russia House (1990). 
Brandauer a regizat primul său film în 1989, Georg Elser - Einer aus Deutschland, cu el însuși în rolul principal. Celelalte roluri de film au fost în The Lightship (1986), Streets of Gold (1986), Burning Secret (1988), The Russia House (1990), White Fang (1991), Introducing Dorothy Dandridge (1999), și Everyman's Feast (2002). În 1989 a participat la marele film de producție pentru bicentenarul revoluției franceze găzduit de către postul francez de televiziune TF1 La Révolution française: El a jucat rolul lui Georges Danton.
În august 2006, producția mult așteptată a lui Brandauer de la The Threepenny Opera a câștigat o recepție mixtă. Brandauer rezistase întrebărilor despre modul în care producția sa de comedie muzicală clasică a lui Bertolt Brecht și a lui Kurt Weill cu privire la criminalul MacHeath ar fi diferită de versiunile anterioare, iar producția lui îl prezenta pe Mack the Knife într-un costum din trei piese și mănuși albe, lipit de textul lui Brecht a evitat orice referire la politică sau problemele contemporane.
Brandauer o cunoaștere activă a cel puțin cinci limbi: germană, italiană, maghiară, engleză și franceză și a jucat folosindu-le pe fiecare dintre ele.

## Familie
Prima lui soție a fost Karin Katharina Müller (14 octombrie 1945 - 13 noiembrie 1992), regizor și scenarist de film și de televiziune austriece, căsătoriți din 1963 până la moartea ei în 1992, în vârstă de 47 de ani, datorată cancerului. Ambii au fost adolescenți când s-au căsătorit, în 1963. Au un singur fiu. Brandauer s-a căsătorit cu Natalie Krenn în 2007.

## Premii
- 1982: BAFTA Award pentru cel mai promitator debutant la rolul principal – Mephisto (nominalizat)
- 1985: Kansas City Film Critics Circle Award pentru cel mai bun actor în rol secundar – Out of Africa (câștigat)
- 1985: National Board of Review Award pentru cel mai bun actor în rol secundar – Out of Africa (câștigat)
- 1985: NYFCC Award pentru cel mai bun actor în rol secundar – Out of Africa (câștigat)
- 1986: Golden Globe Award pentru cel mai bun actor în rol secundar – Motion Picture – Out of Africa (câștigat)
- 1986: Academy Award pentru cel mai bun actor în rol secundar – Out of Africa (nominalizat)
- 1987: BAFTA Award pentru cel mai bun actor în rol secundar – Out of Africa (nominalizat)
- 1988: European Film Award pentru cel mai bun actor – Hanussen (nominalizat)
- 1988: Golden Ciak pentru cel mai bun actor – Hanussen (câștigat)
- 1989: Bavarian Film Awards pentru cel mai bun actor – Burning Secret (câștigat)
- 1995: Andrei Tarkovsky Award pentru Mario and the Magician (câștigat)
- 1995: Golden St. George for Mario și the Magician (nominalizat)
- 2000: Golden Globe Award pentru cel mai bun actor în rol secundar – Serii, miniserii sau telefiziune – Introducing Dorothy Dandridge (nominalizat)
- 2000: Primetime Emmy Award pentru cel mai bun actor în rol secundar în Lista de Serii sau film – Introducing Dorothy Dandridge (nominalizat)

## Filmografie selectivă
| Anul | Film                                | Rol                            | Note |
| ---- | ----------------------------------- | ------------------------------ | --- |
| 1972 | The Salzburg Connection             | Johann Kronsteiner             | |
| 1975 | Derrick                             | Erich Forster                  | Serie TV - Episodul: "Pfandhaus" |
| 1979 | A Sunday in October                 | Hoffmann                       | |
| 1981 | Mefisto                             | Hendrik Höfgen                 | |
| 1983 | Niciodată să nu spui niciodată      | Maximilian Largo               | |
| 1985 | Colonel Redl                        | Alfred Redl                    | |
| 1985 | Quo Vadis?                          | Nero                           | Miniserie TV |
| 1985 | The Lightship                       | Captain Miller                 | |
| 1985 | Departe de Africa                   | Baron Bror Blixen              | Golden Globe Award pentru cel mai bun actor în rol secundar – Motion Picture; Academy Award for Best Supporting Actor pentru cel mai bun actor în rol secundar (nominalizat) |
| 1986 | Streets of Gold                     | Alek Neuman                    | |
| 1988 | Hanussen                            | Erik Jan Hanussen              | |
| 1988 | Burning Secret                      | Baron Alexander von Hauenstein | |
| 1989 | Spider's Web                        | Benjamin Lenz                  | |
| 1989 | Georg Elser – Einer aus Deutschland | Georg Elser                    | Actor în rol principal și regizor |
| 1989 | La Révolution française             | Georges Danton                 | Miniserie TV |
| 1990 | The Russia House                    | Dante                          | |
| 1991 | White Fang                          | Alex Larson                    | |
| 1991 | Becoming Colette (ru)               | Henry Gauthier-Villars         | |
| 1994 | Felidae                             | Pascal/Claudandus              | |
| 1994 | Felidae                             | Pascal/Claudandus              | Doar vocea |
| 1994 | Mario and the Magician              | Cipolla                        | Actor și regizor |
| 1998 | Jeremiah                            | Regele Nebuchadnezzar          | |
| 1999 | Rembrandt                           | Rembrandt                      | |
| 1999 | Introducing Dorothy Dandridge       | Otto Preminger                 | |
| 2000 | Help! I'm a Fish                    | Joe                            | Doar vocea (versiune germană) |
| 2000 | Dykaren                             | Orlov                          | |
| 2001 | Druids                              | Julius Caesar                  | |
| 2002 | Everyman's Feast                    | Jan Jedermann                  | |
| 2002 | Between Strangers                   | Alexander Bauer                | |
| 2003 | Entrusted                           | Gregor Lämmle                  | |
| 2006 | Kronprinz Rudolfs letzte Liebe      | Împăratul Franz Joseph         | |
| 2009 | Tetro                               | Carlo Tetrocini                | |
| 2011 | Manipulation                        | Urs Rappold                    | |
| 2012 | The Strange Case of Wilhelm Reich   | Wilhelm Reich                  | |
| 2013 | Die Auslöschung                     | Ernst Lemden                   | |